# Ostrawitz (berg i Österrike)
Ostrawitz är ett berg i Österrike.   Det ligger i distriktet Kirchdorf och förbundslandet Oberösterreich, i den centrala delen av landet, 180 km väster om huvudstaden Wien. Toppen på Ostrawitz är 1 823 meter över havet, eller 312 meter över den omgivande terrängen. Bredden vid basen är 1,0 km.
Terrängen runt Ostrawitz är huvudsakligen bergig, men åt sydväst är den kuperad. Runt Ostrawitz är det ganska glesbefolkat, med 40 invånare per kvadratkilometer.. Närmaste större samhälle är Liezen, 16,9 km sydost om Ostrawitz. 
I omgivningarna runt Ostrawitz växer i huvudsak blandskog.